# La morte del pulcino
La morte del pulcino, è un dipinto a olio su tela (52,5 x 61,5 cm) realizzato nel 1878 dal pittore italiano Antonio Rotta. Firma in basso a sinistra: A. Rotta.

## Storia
Il dipinto è stato terminato nel 1878, ed è esposto al Museo di arte moderna e contemporanea di Trento e Rovereto a Trento, come una delle più interessanti opere rappresentative della pittura di genere..

## Descrizione
Rotta è da sempre interessato alla rappresentazione della vera vita quotidiana, trovando in essa una profonda introspezione dell'anima umana. È ancora vita secondo il realismo, il primo momento in cui muore l'innocenza dei bambini che vedono la morte e insieme raggiungono la conoscenza della vita per la prima volta.